# Административно-территориальное деление Архангельской области

## Административно-территориальное устройство
Согласно Закону «Об административно-территориальном устройстве Архангельской области», субъект РФ включает следующие административно-территориальные единицы:
- 21 район;
- 7 городов областного значения:
  - Архангельск,
  - Коряжма,
  - Котлас,
  - Мирный,
  - Новодвинск,
  - Онега,
  - Северодвинск
- островные территории — Земля Франца-Иосифа и остров Виктория
- другие городские и сельские населённые пункты и иные административно-территориальные единицы Архангельской области
- 238 сельсоветов[3].

В состав Архангельской области входит Ненецкий автономный округ — самостоятельный субъект РФ. 

### Города областного значения и районы
| №                          | Административно- территориальная единица | Население 2025 | Админ. центр            | Население центра 2024 |
| -------------------------- | ---------------------------------------- | -------------- | ----------------------- | --------------------- |
| Города областного значения |                                          |                |                         |                       |
| 1                          | Архангельск                              | 299620         | город Архангельск       | 296665                |
| 2                          | Коряжма                                  | 34002          | город Коряжма           | 34002                 |
| 3                          | Котлас                                   | 67023          | город Котлас            | 56122                 |
| 4                          | Мирный                                   | 27174          | город Мирный            | 27174                 |
| 5                          | Новодвинск                               | 32826          | город Новодвинск        | 32826                 |
| 6                          | Онега                                    | 16449          | город Онега             | 16449                 |
| 7                          | Северодвинск                             | 156310         | город Северодвинск      | 155365                |
| Районы                     |                                          |                |                         |                       |
| 1                          | Вельский район                           | 45261          | город Вельск            | 21406                 |
| 2                          | Верхнетоемский район                     | 11299          | село Верхняя Тойма      | 3390                  |
| 3                          | Вилегодский район                        | 8759           | село Ильинско-Подомское | 3254                  |
| 4                          | Виноградовский район                     | 12647          | посёлок Березник        | 5624                  |
| 5                          | Каргопольский район                      | 14796          | город Каргополь         | 8737                  |
| 6                          | Коношский район                          | 18209          | посёлок Коноша          | 10317                 |
| 7                          | Котласский район                         | 17228          | город Котлас            |                       |
| 8                          | Красноборский район                      | 10234          | село Красноборск        | 4015                  |
| 9                          | Ленский район                            | 9879           | село Яренск             | 3126                  |
| 10                         | Лешуконский район                        | 5231           | село Лешуконское        | 3550                  |
| 11                         | Мезенский район                          | 7248           | город Мезень            | 2832                  |
| 12                         | Новая Земля                              | 2360           | пгт Белушья Губа        | 2060                  |
| 13                         | Няндомский район                         | 22889          | город Няндома           | 18146                 |
| 14                         | Онежский район                           | 7619           | город Онега             |                       |
| 15                         | Пинежский район                          | 17966          | село Карпогоры          | 3404                  |
| 16                         | Плесецкий район                          | 33589          | посёлок Плесецк         | 8804                  |
| 17                         | Приморский район                         | 27999          | город Архангельск       |                       |
| 18                         | Соловецкий район                         | 794            | посёлок Соловецкий      | 808                   |
| 19                         | Устьянский район                         | 23609          | посёлок Октябрьский     | 9008                  |
| 20                         | Холмогорский район                       | 18445          | село Холмогоры          | 3394                  |
| 21                         | Шенкурский район                         | 10681          | город Шенкурск          | 4524                  |

### Карта
Легенда карты (при наведении на метку отображается реальная численность населения города областного значения или райцентра):
|                  | Областной центр, более 300 000 чел.                                                   |
|                  | от 100 000 до 200 000 чел.                                                            |
|                  | от 20 000 до 100 000 чел.                                                             |
|                  | от 10 000 до 20 000 чел.                                                              |
|                  | от 5 000 до 10 000 чел.                                                               |
|                  | от 3 000 до 5 000 чел.                                                                |
|                  | от 1 000 до 3 000 чел.                                                                |
|                  | менее 1 000 чел.                                                                      |
| Ленский р-н      | районы, не одноимённые их центрам, а также островные территории Архангельской области |
| Заполярный район | район, не одноимённый его центру в Ненецком автономном округе                         |

## Муниципальное устройство
В рамках организации местного самоуправления (муниципального устройства) области, в границах административно-территориальных единиц Архангельской области были созданы муниципальные образования. К 1 января 2018 года  (без учёта Ненецкого автономного округа) из число составило 204, в том числе:
- 7 городских округов;
- 19 муниципальных районов, в составе которых:
  - 20 городских поселений;
  - 158 сельских поселений.

С учётом Ненецкого автономного округа:
- 8 городских округов;
- 20 муниципальных районов, в составе которых:
  - 21 городское поселение;
  - 176 сельских поселений.

В 2020 году в муниципальные округа были преобразованы Каргопольский и Вилегодский муниципальные районы (с упразднением всех входивших в их состав городских и сельских поселений). В 2021 году в муниципальные округа были преобразованы Верхнетоемский, Виноградовский и Плесецкий муниципальные районы (с упразднением всех входивших в их состав городских и сельских поселений); помимо этого несколько сельских поселений было объединено, а одно городское поселение преобразовано в сельское. В 2022 году в муниципальные округа были преобразованы Котласский, Лешуконский, Мезенский, Няндомский, Устьянский, Холмогорский и Шенкурский муниципальные районы (с упразднением всех входивших в их состав городских и сельских поселений).
После этого к 2023 году муниципальное устройство приняло следующий вид:
- 7 городских округов;
- 12 муниципальных округов;
- 7 муниципальных районов, в составе которых:
  - 6 городских поселений;
  - 78 сельских поселений.

### Городские, муниципальные округа и муниципальные районы
| №                    | Муниципальное образование | Флаг | Герб | Площадь, км² | Население, чел. | Админ. центр            | Население центра |
| -------------------- | ------------------------- | ---- | ---- | ------------ | --------------- | ----------------------- | ---------------- |
| Городcкие округа     |                           |      |      |              |                 |                         |                  |
| 1                    | Архангельск               |      |      | 294.42       | ↘299 620        | город Архангельск       | ↘296 665         |
| 2                    | Коряжма                   |      |      | 22.17        | ↘34 002         | город Коряжма           | ↘34 002          |
| 3                    | Котлас                    |      |      | 78.95        | ↗67 023         | город Котлас            | ↗56 122          |
| 4                    | Мирный                    |      |      | 1 762        | ↘27 174         | город Мирный            | ↘27 174          |
| 5                    | Новая Земля               |      |      | 83 000       | ↗2360           | пгт Белушья Губа        | ↗2060            |
| 6                    | Новодвинск                |      |      | 41           | ↘32 826         | город Новодвинск        | ↘32 826          |
| 7                    | Северодвинск              |      |      | 1 193.49     | ↘156 310        | город Северодвинск      | ↘155 365         |
| Муниципальные округа |                           |      |      |              |                 |                         |                  |
| 1                    | Верхнетоемский            |      |      | 20 421,24    | ↘11 299         | село Верхняя Тойма      | ↘3390            |
| 2                    | Вилегодский               |      |      | 4 690,62     | ↘8759           | село Ильинско-Подомское | ↘3254            |
| 3                    | Виноградовский            |      |      | 12 560,71    | ↘12 647         | посёлок Березник        | ↗5624            |
| 4                    | Каргопольский             |      |      | 10 127,23    | ↘14 796         | город Каргополь         | ↘8737            |
| 5                    | Котласский                |      |      | 6 262,11     | ↘17 228         | город Котлас            | ↗56 122          |
| 6                    | Лешуконский               |      |      | 28 083,59    | ↘5231           | село Лешуконское        | ↘3550            |
| 7                    | Мезенский                 |      |      | 34 410,21    | ↘7248           | город Мезень            | ↘2832            |
| 8                    | Няндомский                |      |      | 8 093,48     | ↘22 889         | город Няндома           | ↘18 146          |
| 9                    | Плесецкий                 |      |      | 26 057,50    | ↘33 589         | посёлок Плесецк         | ↘8804            |
| 10                   | Приморский                |      |      | 46 133,61    | ↘28 793         | город Архангельск       | ↘296 665         |
| 11                   | Устьянский                |      |      | 10 724,37    | ↘23 609         | посёлок Октябрьский     | ↘9008            |
| 12                   | Холмогорский              |      |      | 16 827,35    | ↘18 445         | село Холмогоры          | ↘3394            |
| 13                   | Шенкурский                |      |      | 11 297,67    | ↘10 681         | город Шенкурск          | ↘4524            |
| Муниципальные районы |                           |      |      |              |                 |                         |                  |
| 1                    | Вельский                  |      |      | 10 056,29    | ↘45 261         | город Вельск            | ↘21 406          |
| 2                    | Коношский                 |      |      | 8 460,38     | ↘18 209         | посёлок Коноша          | ↘10 317          |
| 3                    | Красноборский             |      |      | 9 473,90     | ↘10 234         | село Красноборск        | ↘4015            |
| 4                    | Ленский                   |      |      | 10 664,38    | ↘9879           | село Яренск             | ↘3126            |
| 5                    | Онежский                  |      |      | 23 755,73    | ↘24 068         | город Онега             | ↘16 449          |
| 6                    | Пинежский                 |      |      | 32 116,39    | ↘17 966         | село Карпогоры          | ↘3404            |

## Поселения и соответствующие им сельсоветы, города и пгт
Ниже представлен список городских и сельских поселений, распределённых по муниципальными районам области, в скобках указаны соответствующие административно-территориальные единицы, в том числе сельсоветы, города и посёлки городского типа (пгт).
Курсивом выделены административно-территориальные единицы, разделённые на уровне организации местного самоуправления.

#### Вельский муниципальный район
Административный центр — город Вельск
Городские поселения:
1. Вельское (г.р.з. Вельск, Усть-Вельский сельсовет)
2. Кулойское (пгт Кулой)

Сельские поселения:
1. Аргуновское (Аргуновский сельсовет)
2. Благовещенское (Благовещенский сельсовет)
3. Верхнеустькулойское (Верхнеустькулойский сельсовет)
4. Верхнешоношское (Верхнешоношский сельсовет)
5. Липовское (Липовский сельсовет)
6. Муравьёвское (Муравьёвский сельсовет)
7. Низовское (Низовский сельсовет)
8. Пакшеньгское (Пакшеньгский сельсовет)
9. Пежемское (Пежемский сельсовет)
10. Попонаволоцкое (Попонаволоцкий сельсовет)
11. Пуйское (Пуйский сельсовет)
12. Ракуло-Кокшеньгское (Ракуло-Кокшеньгский сельсовет)
13. Солгинское (Солгинский, Шоношский сельсоветы)
14. Судромское (Судромский сельсовет)
15. Тёгринское (Верхнешоношский, Тёгринский сельсоветы)
16. Усть-Вельское (Усть-Вельский сельсовет)
17. Усть-Шоношское (Усть-Шоношский, Шоношский сельсоветы)
18. Хозьминское (Хозьминский сельсовет)
19. Шадреньгское (Шадреньгский сельсовет)

#### Коношский муниципальный район
Административный центр — пгт Коноша
В состав Коношского муниципального района не входит посёлок Совза, находящийся, согласно ОКАТО, но не АГКГН, в Коношском районе на уровне административно-территориального устройства.
Городское поселение:
1. Коношское (пгт Коноша, Даниловский сельсовет)

Сельские поселения:
1. Волошское (Волошский сельсовет)
2. Вохтомское (Вохтомский сельсовет)
3. Ерцевское (Ерцевский сельсовет)
4. Климовское (Климовский сельсовет)
5. Мирный (пгт Коноша; Вадьинский, Глубоковский сельсоветы)
6. Подюжское (Подюжский сельсовет)
7. Тавреньгское (Тавреньгский, Хмельницкий сельсоветы)

#### Красноборский муниципальный район
Административный центр — село Красноборск
Сельские поселения:
1. Алексеевское (Алексеевский, Новошинский сельсоветы)
2. Белослудское (Белослудский сельсовет)
3. Верхнеуфтюгское (Березонаволокский, Верхнеуфтюгский сельсоветы)
4. Куликовское (Куликовский сельсовет)
5. Пермогорское (Пермогорский сельсовет)
6. Телеговское (Телеговский сельсовет)
7. Черевковское (Ляховский, Черевковский сельсоветы)

#### Ленский муниципальный район
Административный центр — село Яренск
Городское поселение:
1. Урдомское (пгт Урдома, Суходольский сельсовет)

Сельские поселения:
1. Козьминское (Козьминский, Ленский сельсоветы)
2. Сафроновское (Иртовский, Сафроновский, Тохтинский сельсоветы)
3. Сойгинское (Рябовский, Слободчиковский, Сойгинский сельсоветы)

#### Онежский муниципальный район
Административный центр — город Онега
Онежский муниципальный район образован на территории двух административно-территориальных единиц: города областного значения Онеги и Онежского района.
Городские поселения:
1. Малошуйское (пгт Малошуйка)
2. Онежское (г.о.з. Онега)

Сельские поселения:
1. Золотухское (Сулозерский сельсовет)
2. Кодинское (Мудьюжский сельсовет)
3. Нименьгское (Нименьгский сельсовет)
4. Покровское (Пурнемский, Тамицкий сельсоветы)
5. Порожское (Усть-Кожский сельсовет)
6. Чекуевское (Посадный, Прилукский, Хачельский, Чекуевский сельсоветы)

#### Пинежский муниципальный район
Административный центр — село Карпогоры
Сельские поселения:
1. Веркольское (Веркольский сельсовет)
2. Карпогорское (Карпогорский сельсовет)
3. Кеврольское (Кеврольский сельсовет)
4. Кушкопальское (Кушкопальский сельсовет)
5. Лавельское (Лавельский сельсовет)
6. Междуреченское (Междуреченский сельсовет)
7. Нюхченское (Нюхченский сельсовет)
8. Пинежское (Пинежский, Труфаногорский, Юрольский сельсоветы)
9. Пиринемское (Шотогорский сельсовет)
10. Покшеньгское (Покшеньгский сельсовет)
11. Сийское (Сийский сельсовет)
12. Сосновское (Сосновский сельсовет)
13. Сурское (Сурский сельсовет)
14. Шилегское (Шилегский, Шотогорский сельсоветы)

#### Приморский муниципальный район
Административный центр — город Архангельск
Приморский муниципальный район образован на территории Приморского и Соловецкого районов, а также островных территорий непосредственно областного подчинения — архипелага Земля Франца-Иосифа и острова Виктория.
Сельские поселения:
1. Боброво-Лявленское (Коскогорский, Лявленский сельсоветы)
2. Заостровское (Заостровский сельсовет)
3. Катунинское (Катунинский, Лисестровский сельсоветы)
4. Лисестровское (Лисестровский сельсовет)
5. Островное (Вознесенский, Ластольский, Пустошинский сельсоветы)
6. Пертоминское (Летне-Золотицкий, Лопшенгский сельсоветы)
7. Приморское (Приморский сельсовет)
8. Соловецкое (Соловецкий район)
9. Талажское (Зимне-Золотицкий, Патракеевский, Пустошинский, Талажский сельсоветы; арх. Земля Франца-Иосифа; о. Виктория)
10. Уемское (Уемский сельсовет)

### Упразднённые поселения и соответствующие им сельсоветы, города и пгт

#### Верхнетоемский муниципальный район
Административный центр — село Верхняя Тойма
Сельские поселения:
1. Афанасьевское (Афанасьевский, Нижнетоемский сельсоветы)
2. Верхнетоемское (Верхнетоемский, Вершинский, Сойгинский сельсоветы)
3. Выйское (Выйский сельсовет)
4. Горковское (Горковский, Двинской сельсоветы)
5. Двинское (Двинской, Корниловский, Нововершинский, Тимошинский сельсоветы)
6. Пучужское (Пучужский сельсовет)
7. Сефтренское (Сефтренский сельсовет)
8. Федьковское (Федьковский сельсовет)

В 2021 году все сельские поселения и муниципальный район в целом были упразднены и объединены в муниципальный округ.

#### Вилегодский муниципальный район
Административный центр — село Ильинско-Подомское
Сельские поселения:
1. Беляевское (Беляевский сельсовет)
2. Вилегодское (Вилегодский сельсовет)
3. Ильинское (Ильинский сельсовет)
4. Никольское (Никольский сельсовет)
5. Павловское (Павловский сельсовет)
6. Селянское (Селянский сельсовет)

В 2020 году все сельские поселения и муниципальный район в целом были упразднены и объединены в муниципальный округ.

#### Виноградовский муниципальный район
Административный центр — посёлок (до 2021 г. пгт) Березник
Сельские поселения:
1. Березниковское (п. Березник, Новый, Пянда; д. Верхнее Чажестрово, Нижнее Чажестрово, Пянда, Усть-Вага; Кицкий сельсовет)
2. Борецкое (Борецкий, Сельменгский сельсоветы)
3. Заостровское (Заостровский сельсовет)
4. Моржегорское (Моржегорский, Шастозерский сельсоветы)
5. Осиновское (Ваеньгский, Конецгорский сельсоветы)
6. Рочегодское (Рочегодский, Топецкий сельсоветы)
7. Усть-Ваеньгское (Усть-Ваеньгский сельсовет)
8. Шидровское (Шидровский сельсовет)

В 2021 году все сельские поселения и муниципальный район в целом были упразднены и объединены в муниципальный округ.

#### Каргопольский муниципальный район
Административный центр — город Каргополь
В состав Каргопольского муниципального района входила полностью территория соответствующей административно-территориальной единица, а также посёлок Совза, который, согласно ОКАТО (но не АГКГН) относится к Коношскому району.
Городское поселение:
1. Каргопольское (г.р.з. Каргополь, Павловский сельсовет)

Сельские поселения:
1. Ошевенское (Ошевенский сельсовет)
2. Павловское (Калитинский, Лодыгинский, Павловский, Печниковский сельсоветы)
3. Печниковское (Лёкшмозерский, Печниковский сельсоветы)
4. Приозёрное (Приозёрный, Усачёвский сельсоветы)
5. Ухотское (Кречетовский, Тихмангский, Ухотский, Хотеновский сельсоветы; п. Совза Ерцевского сельсовета Коношского района)

В 2020 году городское, все сельские поселения и муниципальный район в целом были упразднены и объединены в муниципальный округ.

#### Котласский муниципальный район
Административный центр — город Котлас
Городские поселения:
1. Приводинское (пгт Приводино; Забелинский, Удимовский, Удимский сельсоветы)
2. Сольвычегодское (г.р.з. Сольвычегодск; Пачеозерский, Песчанский, Сольвычегодский, Харитоновский сельсоветы)
3. Шипицынское (пгт Шипицыно, Забелинский сельсовет)

Сельское поселение:
1. Черёмушское (Вотлажемский, Коряжемский, Савватиевский, Черёмушский сельсоветы)

В 2022 году все городские и сельское поселения и муниципальный район в целом были упразднены и объединены в муниципальный округ.

#### муниципальный район Котлас
Административный центр — город Котлас
Существовал на территории города областного значения Котласа.
Городские поселения:
1. Вычегодское (пгт Вычегодский; д. Свининская, Слуда)
2. Котласское (г.о.з. Котлас)

В 2005 году муниципальный район и входившие в его состав городские поселения были упразднены и объединены в городской округ Котлас.

#### Лешуконский муниципальный район
Административный центр — село Лешуконское
Сельские поселения:
1. Вожгорское (Вожгорский сельсовет)
2. Койнасское (Сульский сельсовет)
3. Лешуконское (Лешуконский, Нисогорский сельсоветы)
4. Олемское (Олемский сельсовет)
5. Ценогорское (Ценогорский сельсовет)
6. Юромское (Нисогорский, Юромский сельсоветы)

В 2022 году все сельские поселения и муниципальный район в целом были упразднены и объединены в муниципальный округ.

#### Мезенский муниципальный район
Административный центр — город Мезень
Городское поселение:
1. Мезенское (г.р.з. Мезень, Лампоженский сельсовет)

Сельские поселения:
1. Быченское (Быченский, Ёлкинский, Мосеевский сельсоветы)
2. Долгощельское (Долгощельский сельсовет)
3. Дорогорское (Дорогорский сельсовет)
4. Зареченское (Жердский, Козьмогородский сельсоветы)
5. Каменское (п. Каменка, Затон, Коршаково, Морозилка, Окуловский; д. Петровка, Чеца)
6. Койденское (Койденский сельсовет)
7. Ручьёвское (Ручьёвский сельсовет)
8. Совпольское (Совпольский сельсовет)
9. Соянское (Соянский сельсовет)
10. Целегорское (Целегорский сельсовет)

В 2022 году городское, все сельские поселения и муниципальный район в целом были упразднены и объединены в муниципальный округ.

#### Няндомский муниципальный район
Административный центр — город Няндома
Городское поселение:
1. Няндомское (г.р.з. Няндома; Андреевский, Бурачихинский, Шожемский сельсоветы)

Сельские поселения:
1. Мошинское (Воезерский, Лимский, Мошинский сельсоветы)
2. Шалакушское (Лепшинский, Шалакушский, Шожемский сельсоветы)

В 2022 году все городское и сельские поселения и муниципальный район в целом были упразднены и объединены в муниципальный округ.

#### Плесецкий муниципальный район
Административный центр — пгт Плесецк
Городские поселения:
1. Обозерское (пгт Обозерский, Сосновский сельсовет)
2. Плесецкое (пгт Плесецк)
3. Савинское (пгт Савинский)
4. Североонежское (пгт Североонежск)

Сельские поселения:
1. Емцовское (Ярнемский сельсовет)
2. Кенозерское (Кенозерский сельсовет)
3. Конёвское (Кенорецкий, Конёвский, Красновский, Почезерский сельсоветы)
4. Оксовское (Ярнемский сельсовет)
5. Пуксоозерское (Тарасовский сельсовет)
6. Самодедское (Холмогорский сельсовет)
7. Тарасовское (Тарасовский сельсовет)
8. Ундозерское (Ундозерский сельсовет)
9. Федовское (Федовский сельсовет)
10. Ярнемское (Ярнемский сельсовет)

В 2021 году все городские и сельские поселения и муниципальный район в целом были упразднены и объединены в муниципальный округ.

#### Устьянский муниципальный район
Административный центр — пгт Октябрьский
Городское поселение:
1. Октябрьское (пгт Октябрьский, Чадромский сельсовет)

Сельские поселения:
1. Березницкое (Березницкий, Строевский сельсоветы)
2. Бестужевское (Бестужевский сельсовет)
3. Дмитриевское (Дмитриевский сельсовет)
4. Илезское (Илезский сельсовет)
5. Киземское (Киземский сельсовет)
6. Лихачёвское (Лихачёвский сельсовет)
7. Лойгинское (Лойгинский сельсовет)
8. Малодорское (Малодорский сельсовет)
9. Орловское (Орловский сельсовет)
10. Плосское (Плосский сельсовет)
11. Ростовско-Минское (Минский, Ростовский сельсоветы)
12. Синицкое (Синицкий сельсовет)
13. Череновское (Череновский сельсовет)
14. Шангальское (Шангальский сельсовет)

В 2022 году все городское и сельские поселения и муниципальный район в целом были упразднены и объединены в муниципальный округ.

#### Холмогорский муниципальный район
Административный центр — село Холмогоры
Сельские поселения:
1. Белогорское (Белогорский, Леуновский сельсоветы)
2. Двинское (Двинской сельсовет)
3. Емецкое (Емецкий, Зачачьевский, Селецкий сельсоветы)
4. Кехотское (Кехотский сельсовет)
5. Койдокурское (Койдокурский сельсовет)
6. Луковецкое (Луковецкий сельсовет)
7. Матигорское (Копачёвский, Матигорский сельсоветы)
8. Ракульское (Ракульский сельсовет)
9. Светлозерское (Светлозерский сельсовет)
10. Усть-Пинежское (Усть-Пинежский сельсовет)
11. Ухтостровское (Ухтостровский сельсовет)
12. Хаврогорское (Хаврогорский сельсовет)
13. Холмогорское (Ломоносовский, Холмогорский сельсоветы)

В 2022 году все сельские поселения и муниципальный район в целом были упразднены и объединены в муниципальный округ.

#### Шенкурский муниципальный район
Административный центр — город Шенкурск
Городские поселения:
1. Шенкурское (г.р.з. Шенкурск)

Сельские поселения:
1. Верхоледское (Верхоледский сельсовет)
2. Верхопаденьгское (Верхопаденьгский сельсовет)
3. Никольское (Никольский, Тарнянский сельсоветы)
4. Ровдинское (Михайловский, Ровдинский сельсоветы)
5. Сюмское (Сюмский сельсовет)
6. Усть-Паденьгское (Усть-Паденьгский сельсовет)
7. Федорогорское (Федорогорский, Шахановский сельсоветы)
8. Шеговарское (Шеговарский, Ямскогорский сельсоветы)

В 2022 году городское, все сельские поселения и муниципальный район в целом были упразднены и объединены в муниципальный округ.

### Бывшие муниципальные районы без поселений и сельсоветов

#### муниципальный район Новая Земля
Административный центр — пгт Белушья Губа
Существовал на территории района Новая Земля.
Городские и сельские поселения в муниципальном районе отсутствовали. В 2005 году муниципальный район был преобразован в городской округ.

#### Соловецкий муниципальный район
Административный центр — посёлок Соловецкий
Существовал на территории Соловецкого района.
Сельские и городские поселения в муниципальном районе отсутствовали. В 2005 году муниципальный район был преобразован в Соловецкое сельское поселение Приморского муниципального района.

## История
23 сентября 1937 года постановлением ЦИК СССР Северная область РСФСР была разделена на Вологодскую и Архангельскую области. 15 января 1938 года Верховный Совет СССР утвердил создание данных областей. Через полгода Верховный Совет РСФСР подтвердил данное решение.
В момент образования в 1937 году область делилась на Ненецкий национальный округ и 27 районов: Березниковский, Вельский, Верхнетоемский, Вилегодский, Емецкий, Каргопольский, Карпогорский, Коношский, Котласский, Красноборский, Лальский, Ленский, Лешуконский, Мезенский, Няндомский, Онежский, Опаринский, Пинежский, Плесецкий, Подосиновский, Приморский, Приозерный, Ровдинский, Устьянский, Холмогорский, Черевковский и Шенкурский.
В 1938 году был образован Сольвычегодский район. В 1940 году образован Беломорский район, а Березниковский район переименован в Виноградовский.
17 февраля 1940 года город Котлас получил статус города областного подчинения.
В 1940 году (по другим сведениям, в марте 1941) из Архангельской области в состав Кировской области были переданы 3 района: Опаринский, Лальский и Подосиновский.
В 1952—1955 годах существовал Архангельский район. С 1958 года число районов стало сокращаться. Первыми были упразднены Беломорский и Сольвычегодский районы. В 1959 году были упразднены Емецкий, Карпогорский, Ровдинский и Черевковский районы. В конце 1959 года из Ненецкого национального округа в состав Коми АССР отошла небольшая территория с рабочим посёлком Хальмер-Ю.
В 1963 году в связи с введением деления на сельские и промышленные районы, было произведено укрупнение сельских и образование промышленных районов, при этом были упразднены Верхнетоемский, Виноградовский, Няндомский, Онежский и Приозёрный районы.
В 1965 году в связи с отменой деления на сельские и промышленные районы были восстановлены Верхнетоемский, Виноградовский, Няндомский и Онежский районы.
В 1987 году был образован Соловецкий район.
В 2001 году на архипелаге Новая Земля, входящем в состав Архангельской области, был образован одноимённый район. В ходе муниципальной реформы на его территории в 2004 году было образовано муниципальное образование «Новая Земля» со статусом муниципального района, с 2006 года — со статусом городского округа. В рамках административно-территориального устройства одноимённый район сохраняет свой статус.
В 2006 году в ходе муниципальной реформы территории Соловецкого района, острова Виктория и Земли Франца-Иосифа были включены в состав Приморского муниципального района Архангельской области. В рамках административно-территориального устройства Соловецкий район сохраняет свой статус как района, а Земля Франца-Иосифа и остров Виктория как островные территории области.